# 达伦·肯尼
达伦·肯尼（英語：Darren Kenny，1970年3月17日—），英国男子自行车运动员。他曾代表英国参加2004年、2008年和2012年夏季残疾人奥林匹克运动会自行车比赛，获得六枚金牌、三枚银牌和一枚铜牌。